# Lisa O'Hare
Lisa O'Hare (Morecambe, 11 de noviembre de 1983) es una actriz y cantante británica, reconocida principalmente por su participación en producciones de teatro en su país y en los Estados Unidos. También ha registrado apariciones en cine y televisión, logrando relevancia internacional con su papel como Georgia Goodwin en el seriado New Amsterdam entre 2018 y 2019.

## Filmografía destacada

### Cine y televisión
| Año       | Título               | Papel           | Notas            |
| --------- | -------------------- | --------------- | ---------------- |
| 2003      | Moloko: Forever More | Bailarina       | Cortometraje     |
| 2010      | The Closer           | Jenny           | 1 episodio       |
| 2010      | Castle               | Kitty Canary    | 1 episodio       |
| 2010      | Undercovers          | Marie Murphy    | 1 episodio       |
| 2018-2019 | New Amsterdam        | Georgia Goodwin | Papel recurrente |
| 2022      | Merlina              | Arlene          | 3 episodio       |